# 上海市第一百货商店
31°14′14″N 121°28′13″E / 31.23710°N 121.47021°E

上海市第一百货商店的店鋪

上海市第一百货商店的店鋪

上海市第一百货商店，也被称为中百一店、市百一店、第一百货，位于上海市黄浦区南京东路，西藏中路东北角。坐落于中华第一街南京路的上海市第一百货商店是建国后的第一家国有百货零售企业，商店共有八个楼面，21400平方米营业面积，主要经营日用百货、服装、针棉织品、皮具鞋类、家具等大类4万余种的商品。
第一百货商店所在地中華人民共和國成立前原名大新公司，1934年在南京路和西藏中路口开工建造。设计者是留学美国的华人建筑家关颂声先生，参与建造的是基泰工程公司，1936年 1月10日，正式开张营业。当时的大新有限公司是远东最大百货商店，大楼曾获得亚洲最佳建筑设计奖。大新公司同新新公司，永安公司，先施公司合称南京路四大公司。中华人民共和国成立后，上海市第一百货商店迁入大新公司。從此，單位營業面積、營業品種、銷售規模一直在全國百貨零售行業名列前茅，中宣部主办的《中国日报》亦在文章中对其使用了“中华第一店”这一称誉。
上海市第一百货商店股份有限公司和华联股份合并成为上海百联集团股份有限公司,上海市第一百货商店成為上海百联集团股份有限公司下屬企業。
上海大新百貨是全東亞第一條扶梯所在地，1935年建成。

## 历史
- 1934年，开工建造。
- 1936年1月10日，大新公司正式开张营业。
- 1949年10月20日，上海市第一百货商店成立。
- 1953年，上海市第一百货商店迁入现址营业至今。
- 1992年2月18日，邓小平同志在上海市委书记吴邦国和上海市长黄菊陪同下参观上海市第一百货商店
- 1992年4月，经上海市人民政府批准改制成立的大型综合性股份制有限公司
- 1992年6月1日，上海市第一百货商店股份有限公司成立
- 1993年2月19日，中百一店股票在上海证券交易所上市交易
- 1996年，上海市第一百货商店在全国零售企业中率先通过了ISO9002国际质量体系认证。
- 2005年，市百一店东楼进行装修，改名为东方商厦（南东店）重新营业[2]。
- 2017年6月19日，市百一店闭店改造，施工工作由上海建工四建集团、装饰集团和同济大学建筑设计研究院负责，原有的市百一店老楼（A馆）、一百商城新楼（B馆）、东方商厦南东店（C馆）通过多条跃层飞梯、空中连廊等进行互通连接，整合为“第一百货商业中心”。12月8日，市百一店老楼修缮后重张开业，开始试营业[2]。
- 2018年10月29日，全部建成开放使用。[3]

## 交通
- 地铁
  - 上海轨道交通一号线，二号线，八号线人民广场站徒步2分钟
- 公交
  - 20路
  - 21路
  - 27路
  - 18路
  - 46路
  - 108路
  - 16路
  - 19路

## 周邊
- 新世界城
- 人民广场
- 人民公园
- 上海市人民政府（又名：人民大厦）
- 沐恩堂（又名：慕尔堂）
- 上海大剧院
- 上海市人大
- 上海市人民政府
- 上海博物馆
- 上海市历史博物馆
- 上海城市规划馆